# Затишное (Купянский район)
Затишное (укр. Затишне), село, 
Ягодненский сельский совет, 
Купянский район, 
Харьковская область.
Код КОАТУУ — 6323782003. Население по переписи 2001 года составляет 38 (17/21 м/ж) человек.

## Географическое положение
Село Затишное находится на расстоянии в 2 км от реки Кобылка (правый берег),
примыкает к селу Ягодное.
В 3-х км находится железнодорожная станция Кисловка.

## История
- 1923 — дата основания.

## Достопримечательности
- Братская могила советских воинов. Похоронено 55 воинов.